# Список термодинамических свойств
Здесь представлен частичный список термодинамических свойств жидкостей:
- {\displaystyle T} температура [К]
- {\displaystyle \rho } плотность [кг/м3]
- {\displaystyle c_{p}} удельная теплоемкость при постоянном давлении [Дж/(кг·К)]
- {\displaystyle c_{v}} удельная теплоемкость при постоянном объёме [Дж/(кг·К)]
- {\displaystyle \mu } динамическая вязкость [Н/(м²·с)]
- {\displaystyle \nu } кинематическая вязкость [м²/с]
- {\displaystyle k} теплопроводность [Вт/(м·К)]
- {\displaystyle \alpha } температуропроводность [м²/с]
- {\displaystyle \beta } объёмный коэффициент теплового расширения [К−1]
- {\displaystyle H} энтальпия [Дж/кг]
- {\displaystyle S} энтропия [Дж/(кг·К)]
- {\displaystyle G} свободная энергия Гиббса [Дж/кг]
- {\displaystyle A} свободная энергия Гельмгольца [Дж/кг]
- {\displaystyle p} давление [Н/м²]
- {\displaystyle V} объём [м3]
- {\displaystyle f} летучесть
- {\displaystyle a} активность
- {\displaystyle \mu _{i}} химический потенциал